# 얼스터 연합당
얼스터 연합당(영어: Ulster Unionist Party, UUP)은 영국 북아일랜드의 보수 정당으로, 북아일랜드의 영국과의 통합을 주장한다.